# Avaí FC
Avaí FC är en fotbollsklubb i Florianópolis i Brasilien. Klubben bildades den 1 september 1923. 1924 vann klubben sitt första Santa Catarina-delstatsmästerskap.